# 中嶋猛夫
中嶋 猛夫（なかじま たけお、1947年 - ）は、日本の環境デザイナー（博士（学術））。専門は環境デザイン、特に宗教空間・景観論と設計に関する研究。女子美術大学名誉教授。中嶋環境設計主宰。

## 来歴
東京都生まれ。東京芸術大学美術学部工芸科工業デザイン専攻卒業。東京芸術大学大学院美術研究科デザイン専攻博士課程修了。東京芸術大学に博士論文「日本の山岳寺院・神社の境内構成研究」を提出し博士（学術）の学位を取得。
植藤造園勤務（京都府、1972年 - 1975年）、東京芸術大学美術学部デザイン科非常勤講師（1987年 - 2001年）、女子美術大学芸術学部デザイン学科助教授（1990年 - 1998年）/教授（1998年 - 2010年）、女子美術大学芸術学部デザイン・工芸学科環境デザイン専攻教授（2010年4月 - 2013年3月）。日本デザイン学会理事（1998年 - 2003年、名誉会員（2013年 - ））を歴任。2013年3月で女子美術大学を定年退職。同名誉教授の称号を得る。
自動車デザイナーに憧れ東京芸術大学へ進学したが公害問題を抱えた日本社会を目の当たりにし環境デザインを志す。
桂離宮、修学院離宮にて造園実務に携わり、寺院境内の研究をする一方、国内外の庭園を多数設計。宗教空間、寺院建築に関する研究論文を発表。

## 主な作品制作
- ノリタケ 洋食器開発（1984年-1990年）
- 箱根プリンスホテルレイクサイドロッジ（現・レイクサイドアネックス）景観設計（1985年）
- 山田温泉中央広場設計（1986年）
- 駐シンガポール日本大使公邸庭園設計（1988年）
- 中国・深圳リゾート基本構想（1988年）
- 南アルプス街道景観整備設計（1990年）
- 両国回向院境内整備設計（1991年）
- 河口湖町・富士登山道修景整備基本設計（1993年）
- 今出川低茶庭設計（1993年）
- 百木邸庭園設計（1994年）
- 三宅邸庭園設計（1994年）
- 奥飛騨・荘川ふるさと村構想（1995年）
- 銀座MIKIMOTO ディスプレイデザイン(1996年-1997年）
- 防災用多機能タワー商品企画（1998年）
- 東京競馬場アートワーク構想（1999年）
- 見奈良温泉景観設計（1999年）
- 春野温泉景観設計（2000年）
- 日向院市川別院境内改修構想（2000年）
- 女子美術大学創立100周年記念 女子美教員作品展「私の環境デザイン」（2000年）
- 佐野温泉景観基本設計（2002年）
- 永島邸庭園設計（2003年）
- 宮崎シーガイヤ 温泉景観設計（2003年）
- 亀田邸基本構想（2004年）

## 主な受賞歴
- 第3回緑のデザイン大賞建設大臣賞（浅草オレンジ通り商店街振興組合・商店街再整備に伴なう歩道の修景的な緑化、1992年）
- 日本グッドデザイン賞（自立型防災多機能タワー）（1999年）